# Frank-Toyo
L'equip Frank-Toyo, conegut anteriorment com a Isotonic o Cyndarella va ser un equip ciclista suís de ciclisme en ruta que va competir de 1987 a 1990.

## Principals resultats
- Gran Premi Guillem Tell: Fabian Fuchs (1988), Karl Kälin (1989), Werner Stutz (1990)
- Gran Premi de Lugano: Marco Vitali (1990)

### A les grans voltes
- Giro d'Itàlia
  - 3 participacions (1988, 1989, 1990)
  - 1 victòries d'etapa:
    - 1 el 1989: Rolf Järmann

  - 0 classificacions finals:
  - 0 classificacions secundàries:

- Tour de França
  - 0 participacions

- Volta a Espanya
  - 0 participacions